# Паспорт гражданина СССР
Паспорт гражданина СССР — основной документ, удостоверявший личность гражданина СССР.

## История
До 1932 года внутренних паспортов в СССР не было. С 1932 года паспорт имел серую тканевую обложку с чёрным гербом СССР сверху и с чёрными надписями «ПАСПОРТ» посредине на государственных языках тогдашних республик: русском, далее, поскольку надпись на украинском совпадает с надписью на русском, на белорусском, азербайджанском, грузинском и армянском. Республик на тот момент было четыре, но в ЗСФСР на равных правах существовало три официальных языка. Таким образом, слово «Паспорт» повторялось 6 раз.
С 1954 по 1975 год выдача паспортов регулировалась положением о паспортах, утверждённым постановлением Совета министров СССР от 21 октября 1953 года. Они были немного меньшего формата, обложка — тёмно-зелёного цвета с диагональной фактурной сеткой. Надпись «ПАСПОРТ» чёрными буквами располагалась посредине, в верхней части находился чёрный герб СССР. Первый паспорт такого образца выдавался гражданину в возрасте 16 лет; срок его действия ограничивался 5 годами, после чего паспорт подлежал замене. Последующие паспорта могли выдаваться уже со сроком действия в 10 лет. Гражданину, достигшему 45-летнего возраста, выдавался паспорт с неограниченным сроком действия.
До введения единой паспортной системы советский паспорт удостоверял личность своего владельца как за границей, так и в пределах СССР и выдавался гражданам из числа государственных служащих и работающих за границей. Именно он прославлен Маяковским в его строчках:

Я

 достаю

 из широких штанин

дубликатом

 бесценного груза.

Читайте,

 завидуйте,

 я —

 гражданин

Советского Союза.— В. В. Маяковский, Стихи о советском паспорте, 1929
Постановлением Совмина СССР от 28 августа 1974 года № 677 «Об утверждении положения о паспортной системе в СССР» был утверждён новый бланк документа. Оно впервые за всю историю Российской империи и СССР обязало всех советских граждан, достигших 16-летнего возраста, иметь паспорт. До 1 января 1975 года порядок административного учёта, контроля и регулирования передвижения населения посредством введения паспортов регулировало постановление ЦИК и СНК СССР от 27 декабря 1932 года «Об установлении единой паспортной системы по Союзу ССР и обязательной прописке паспортов», где указывались следующие причины паспортизации:

Установить по Союзу ССР единую паспортную систему на основании положения о паспортах… В целях лучшего учёта населения городов, рабочих посёлков и новостроек и разгрузки этих населённых мест от лиц, не связанных с производством и работой в учреждениях или школах и не занятых общественно-полезным трудом (за исключением инвалидов и пенсионеров), а также в целях очистки этих населённых мест от укрывающихся кулацких, уголовных и иных антиобщественных элементов.

Обложка паспорта стала тёмно-красного цвета с надписью «СССР», выполненной золотыми буквами, в верхней части, золотым гербом СССР в центре и надписью «ПАСПОРТ» золотыми буквами в нижней части. Паспорта выдавались гражданам, достигшим 16 лет, не были ограничены по сроку действия. По достижении владельцем возраста 25 и 45 лет в паспорт вклеивалась новая фотография. Паспорта, не имеющие таких фотографических карточек, являются недействительными. В паспортах от руки записывались фамилия, имя и отчество гражданина, дата и место его рождения, национальность на русском языке и на языке соответствующей союзной республики или автономной республики. Проставлялись штампы о семейном положении, прописке, выписке и воинской обязанности. Иногда в паспорта также ставились специальные отметки, например, группа крови и резус-фактор, до 1990 года вносились сведения о наличии судимости, информация об отсутствии права нахождения ближе 101 километра от режимных городов, информация о предыдущем гражданстве лица.
Кроме внутренних общегражданских паспортов, в СССР для удостоверения личности гражданина использовались также военные билеты и удостоверения личности офицера; военнослужащие паспортов не имели.
При выезде за границу использовались: общегражданский заграничный паспорт (коричневого цвета), служебный паспорт (синего цвета), дипломатический паспорт (зелёного цвета), паспорт моряка. Транслитерация имени и фамилии с кириллицы на латинскую графику в заграничных паспортах производилась в соответствии с нормами французского языка.
По возвращении в СССР данные паспорта необходимо было сдать в выдавшие их учреждения.
Относительно сроков получения новых паспортов в постановлении от 28 августа 1974 года указано так:

Выдачу паспортов нового образца провести с 1 января 1976 г. по 31 декабря 1981 г. Гражданам, проживающим в сельской местности, которым ранее паспорта не выдавались, при выезде в другую местность на продолжительный срок выдаются паспорта, а при выезде на срок до полутора месяцев, а также в санатории, дома отдыха, на совещания, в командировки или при временном привлечении их на посевные, уборочные и другие работы выдаются исполнительными комитетами сельских, поселковых Советов депутатов трудящихся справки, удостоверяющие их личность и цель выезда. Форма справки устанавливается Министерством внутренних дел СССР.

## Особенности при получении паспорта гражданина СССР
Согласно положению Совета министров СССР от 21 октября 1953 года «О паспортах», был несколько расширен список местностей, где граждане были обязаны иметь паспорта. Кроме городов, районных центров и посёлков городского типа, паспорта вводились для рабочих и служащих, проживавших на селе, включая работников совхозов. Сельское население начало получать паспорта только с 1974 года, а в период с 1935 по 1974 год для переезда в другую местность колхозникам требовалась заменяющая удостоверение личности справка от колхоза. Колхозники (общая численность которых всех возрастов, по данным переписи 1970 года, составляла около 50 миллионов человек, или 20,5 % населения страны) не могли покидать место жительства без документов. Согласно пункту 11 постановления о паспортах, это влекло штраф до 100 рублей и выдворение милицией. Повторное нарушение влекло за собою уголовную ответственность. Введённая 1 июля 1934 года в УК РСФСР 1926 года статья 192а предусматривала за это лишение свободы на срок до двух лет.
О ситуации с паспортами в сельской местности в 1967 году даёт представление доклад первого заместителя председателя Совмина СССР Дмитрия Полянского:

По данным Министерства охраны общественного порядка СССР, число лиц, проживающих сейчас в сельской местности и не имеющих права на паспорт, достигает почти 58 млн человек (в возрасте 16 лет и старше); это составляет 37 процентов всех граждан СССР. Отсутствие паспортов у этих граждан создаёт для них значительные трудности при осуществлении трудовых, семейных и имущественных прав, поступлении на учебу, при получении различного рода почтовых отправлений, приобретении товаров в кредит, прописке в гостиницах и тому подобных. ⟨…⟩— Журнал «Коммерсантъ-Власть», 13 апреля 2009 г.
Для паспортизованных граждан был сохранён режим прописки. Прописке подлежали все лица, сменившие место жительства хотя бы временно, на срок выше трёх суток. Вводилось понятие временной прописки (при сохранении постоянной по месту жительства). Паспорт во всех случаях должен был быть сдан на прописку в суточный срок и прописан в городах не позднее трёх суток со дня прибытия, а в сельских местностях — не позднее 7 суток. Постоянно прописаться можно было только при наличии штампа о выписке с предыдущего места жительства.
«Прописаться» и «выписаться» можно было, только лично явившись в «паспортный стол» отделения милиции. Эти действия, как и получение выездных виз в ОВИРе, нельзя было совершить по почте, поэтому зачастую образовывались большие очереди.

## Использование в России
9 декабря 1992 года постановлением правительства РФ № 950 были утверждены временные документы, удостоверяющие гражданство Российской Федерации, которые вкладывались в советские паспорта до 2002 года. До принятия постановления Правительства РФ от 8 июля 1997 года № 828 «Об утверждении Положения о паспорте гражданина Российской Федерации, образца бланка и описания паспорта гражданина Российской Федерации» гражданам Российской Федерации выдавались паспорта гражданина СССР с отпечатанным на второй странице обложки текстом, свидетельствующим о принадлежности к гражданству Российской Федерации.
Выдача паспортов СССР с вкладышем о гражданстве РФ и печатью МВД СССР на нём была прекращена с 1 июля 1999 года, однако в Чеченской Республике советские паспорта выдавали до конца 2000 года.
Впоследствии Верховный Суд Российской Федерации своим определением от 4 ноября 2003 года № КАС 03-521 признал, что постановление Правительства РФ от 8 июля года 1997 № 828 не регулирует сроки действия паспортов и на граждан никаких обязательств не возлагает.
В Российской Федерации министерством внутренних дел для обмена паспортов гражданина СССР был установлен срок до 1 июля 2004 года.
Верховный суд Российской Федерации указал, что в правовых нормах каких-либо указаний на прекращение действия паспортов СССР образца 1974 года не содержится, конкретные
сроки действия паспорта гражданина СССР не установлены.

## Статус на постсоветском пространстве
- В Азербайджане советские паспорта недействительны с 1 июля 2005 года[8][9].
- В Армении советские паспорта недействительны с 1 декабря 2005 года[10].
- В Беларуси советские паспорта недействительны с 1 июля 2004 года[11].
- В Грузии советские паспорта недействительны с 15 июля 2006 года[12].
- В Казахстане советские паспорта недействительны с 1 марта 1999 года[13], при этом по состоянию на 2019 год некоторые граждане, особенно в сельской местности, всё ещё проживали по паспорту советского образца[14][15].
- В Киргизии советские паспорта недействительны с 1 июля 2004 года[16][17].
- В Латвии советские паспорта недействительны с 1 апреля 2000 года[18].
- В Литве советские паспорта недействительны с 1 января 2006 года[19].
- В Молдавии советские паспорта недействительны с 1 сентября 2014 года[20], при этом по состоянию на 2019 год советские паспорта действуют на территории непризнанной Приднестровской Молдавской Республики[21].
- В России паспорта советского образца остаются действительными: Верховный суд Российской Федерации подтвердил, что срок действия советских паспортов (в которых по достижении 45-летнего возраста была вклеена фотография, либо выданных после достижения этого возраста) неограничен[22][23][1].
- В Таджикистане советские паспорта недействительны с 1 декабря 2002 года[24].
- В Туркменистане советские паспорта недействительны с 1 июля 2003 года[25][26].
- В Узбекистане советские паспорта недействительны с 1 декабря 2003 года[27].
- На Украине советские паспорта недействительны с 1 сентября 2002 года[28].
- В Эстонии советские паспорта недействительны с 1 мая 1997 года[29].

## Галерея

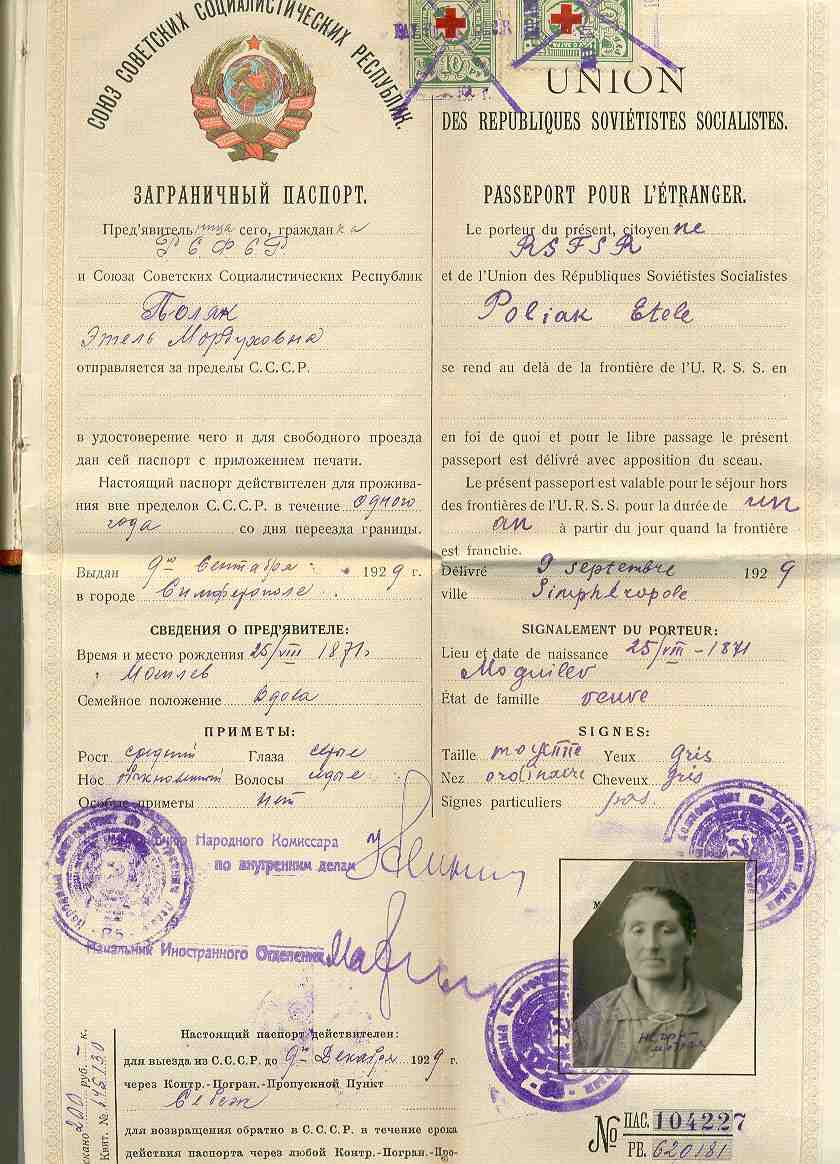
Заграничный паспорт образца 1929 года
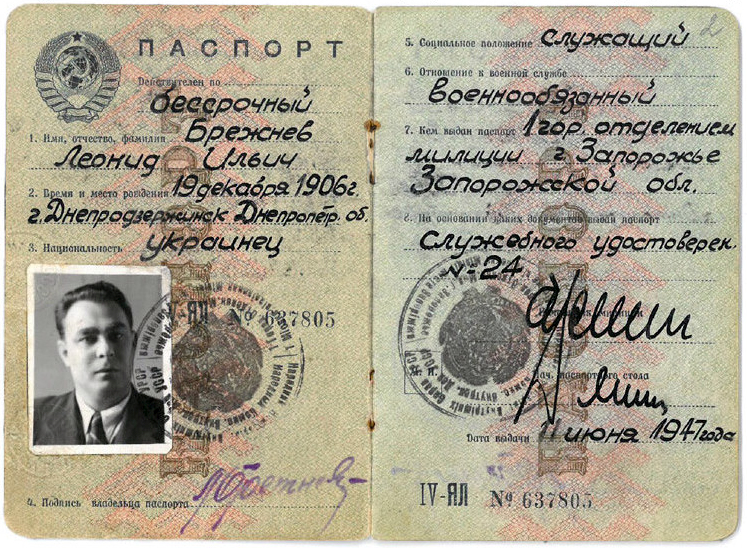
Разворот паспорта Леонида Ильича Брежнева 1947 года
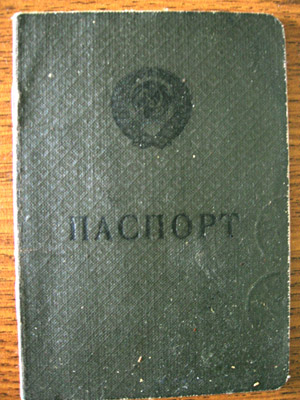
Обложка советского паспорта образца 1953 года
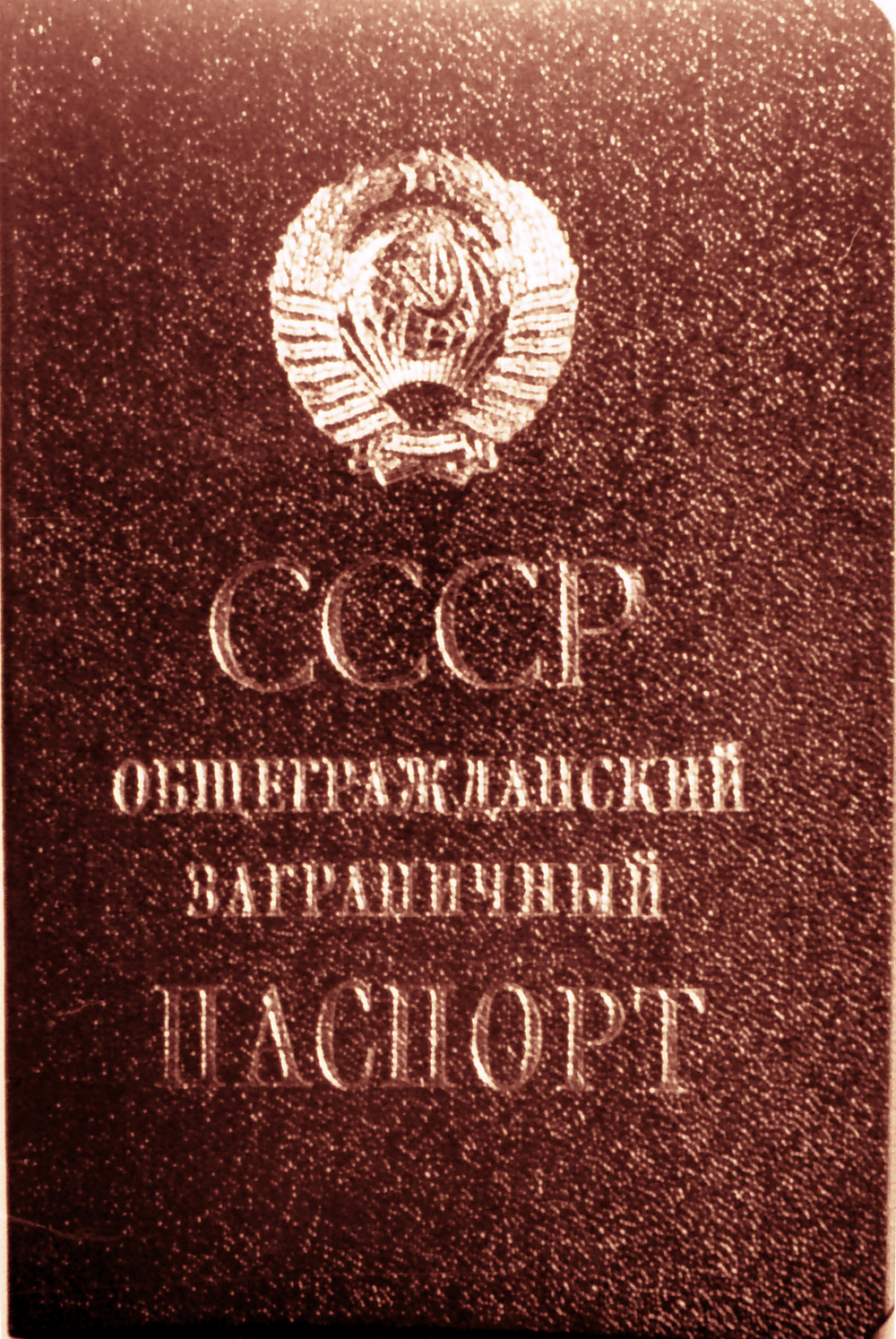
Обложка советского заграничного паспорта, 1976 год
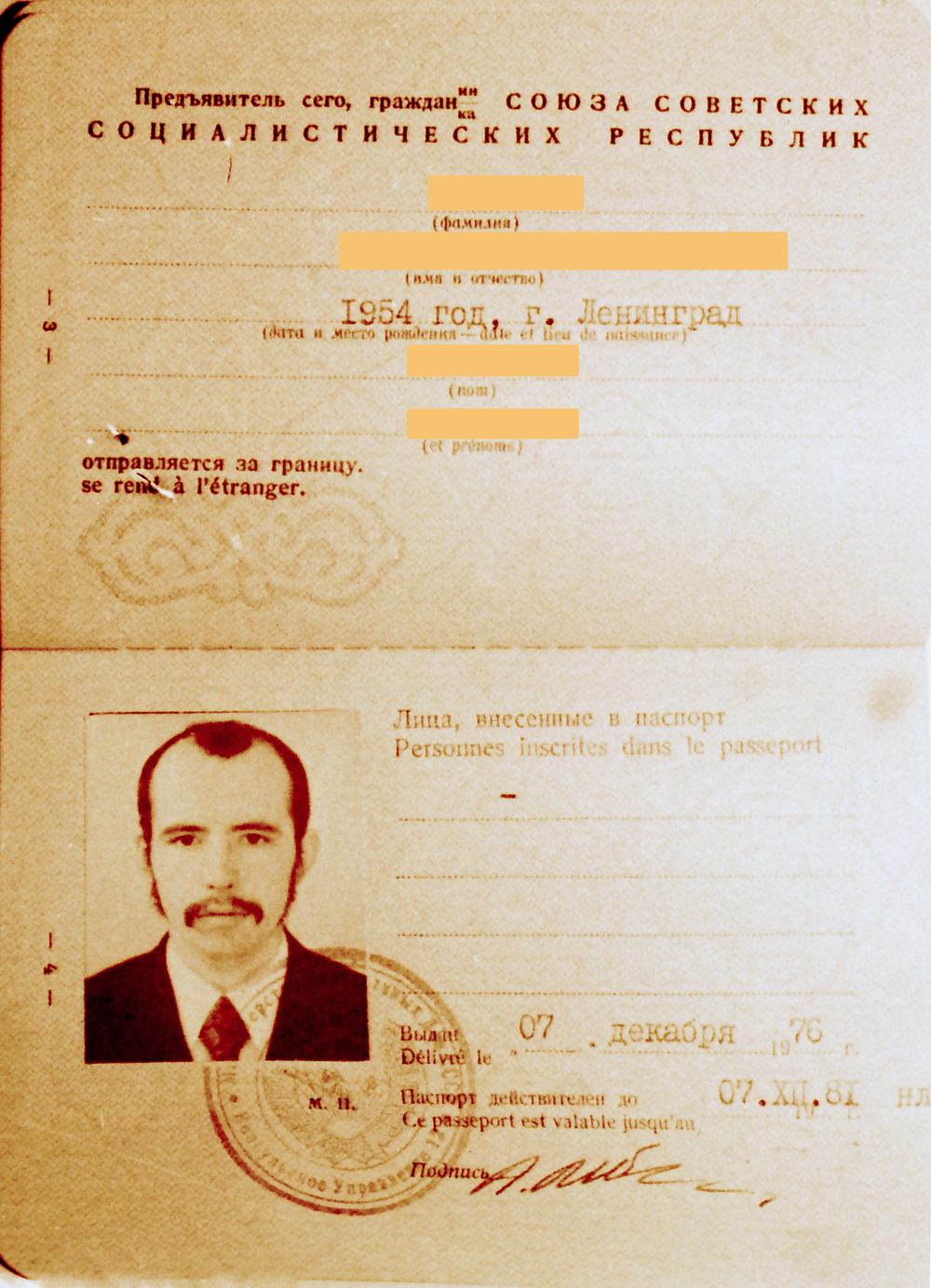
Разворот советского заграничного паспорта, 1976 год
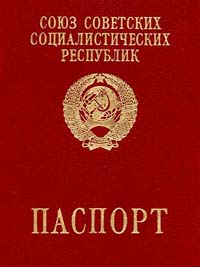
Обложка советского заграничного паспорта образца 1991 года
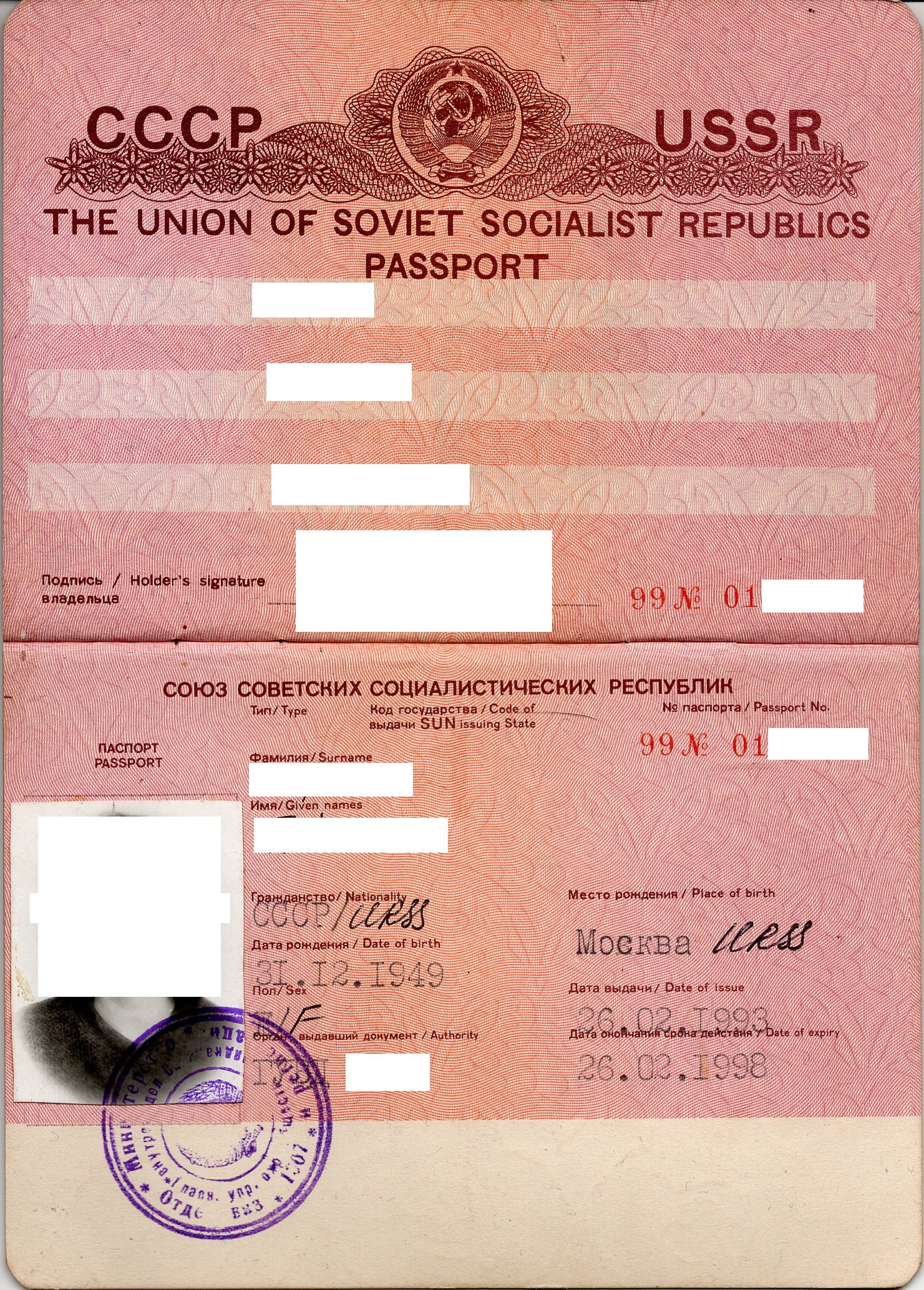
Заграничный паспорт СССР серии 1991 года - Страница биографических данных
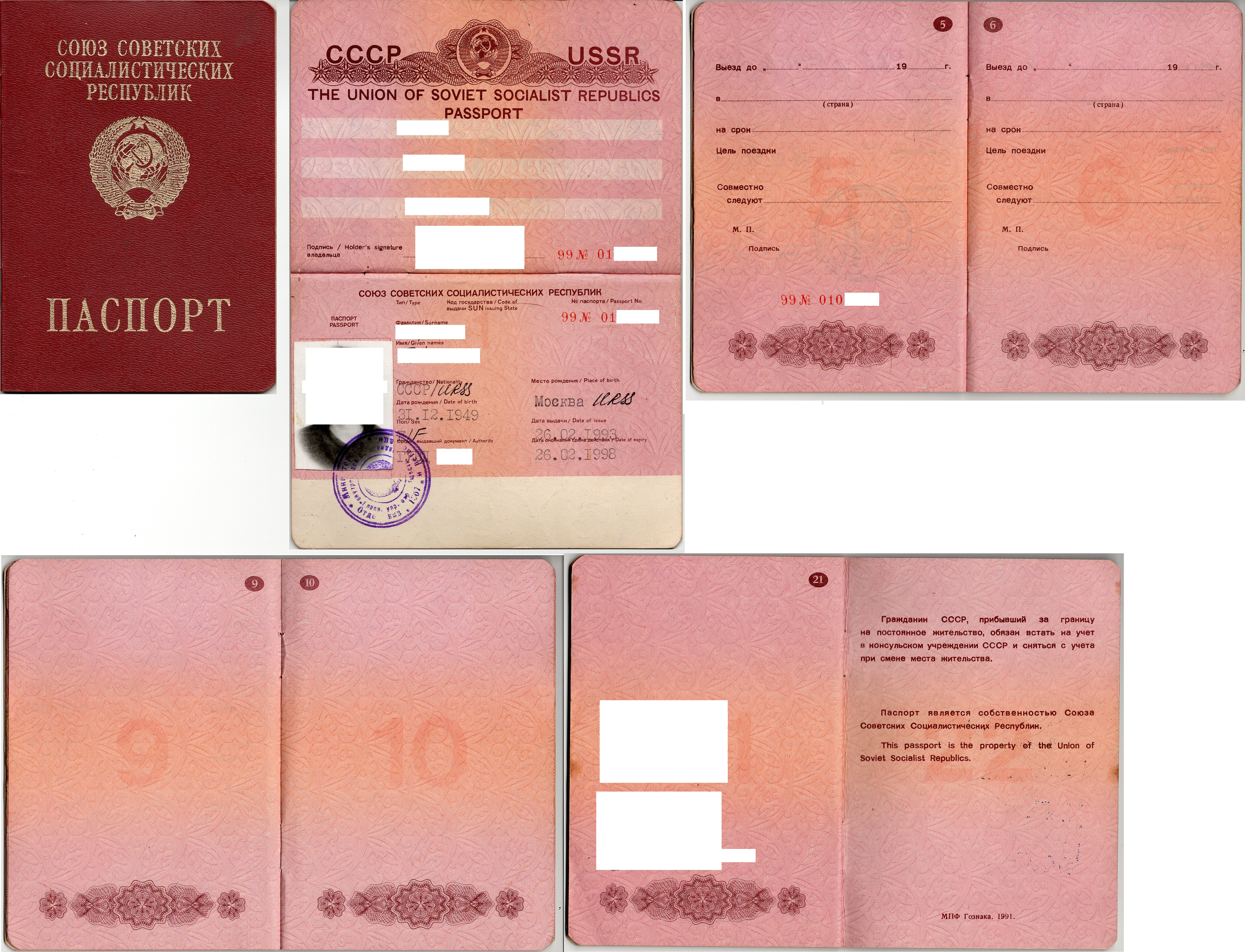
Заграничный паспорт СССР образца 1991 года
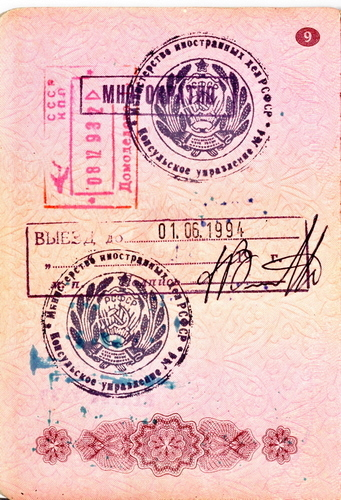
Бланк выездной визы для заграничного паспорта
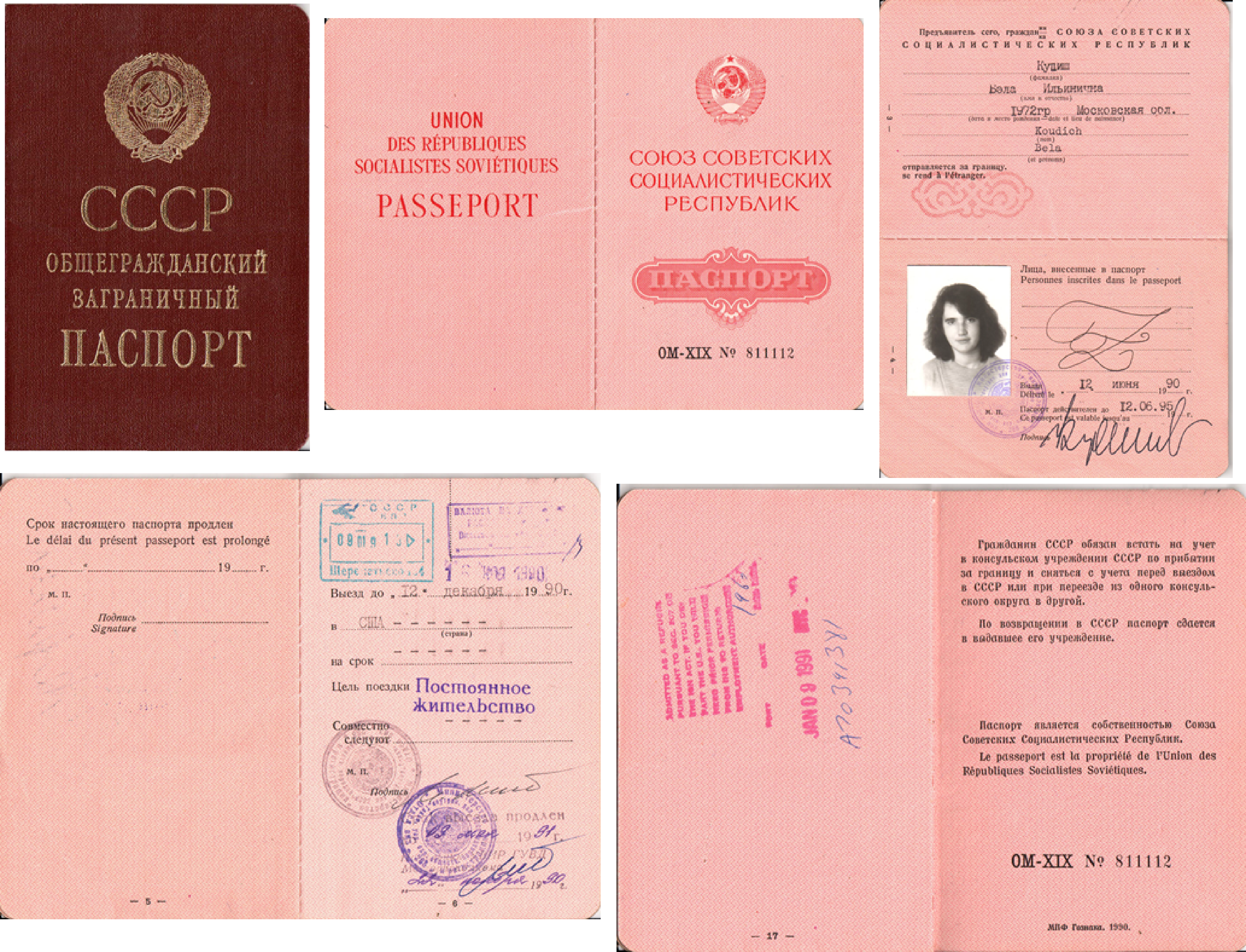
Заграничный паспорт образца 1960-х годов
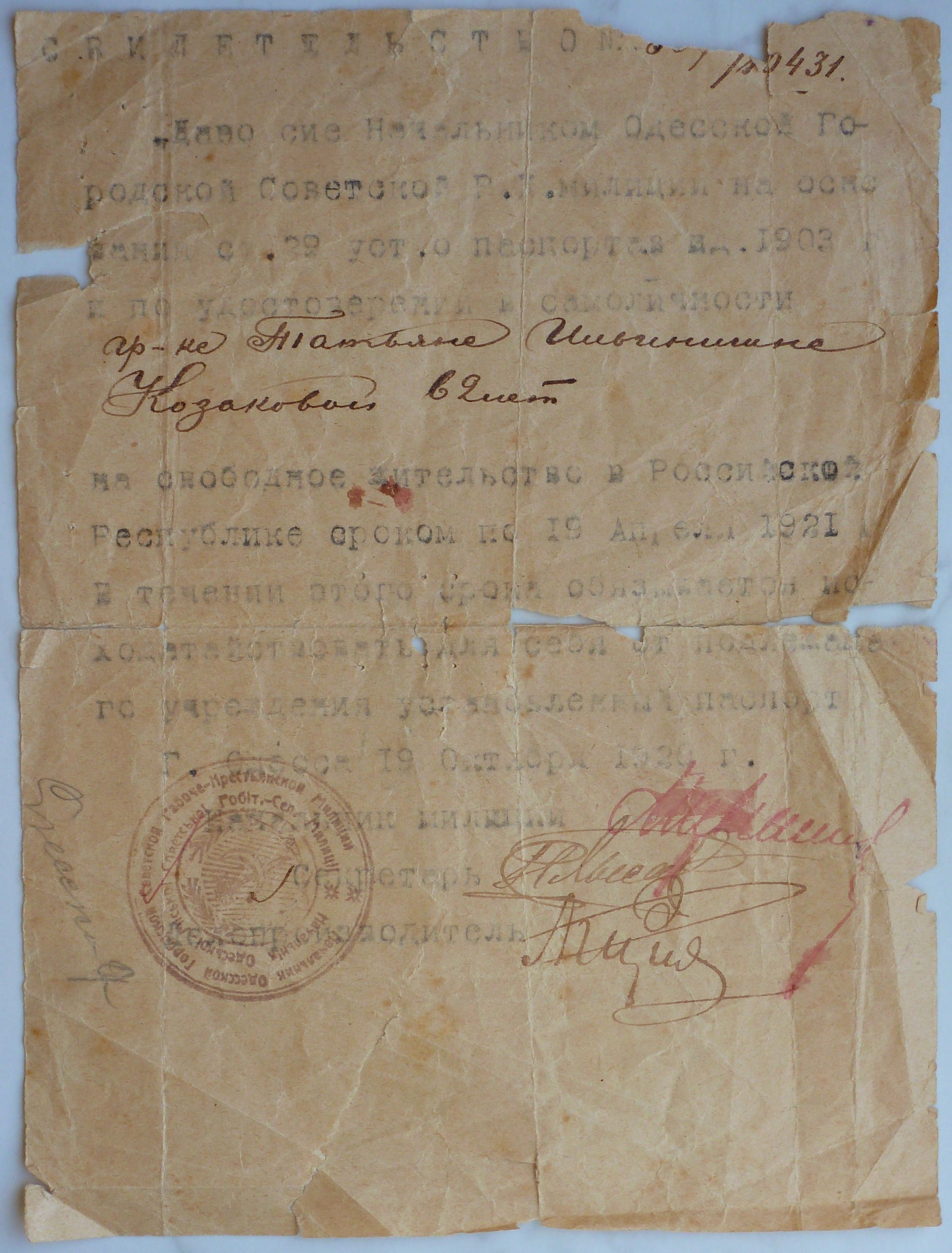
Временное свидетельство Российской Республики (РСФСР) (Одесса, 1920 год)
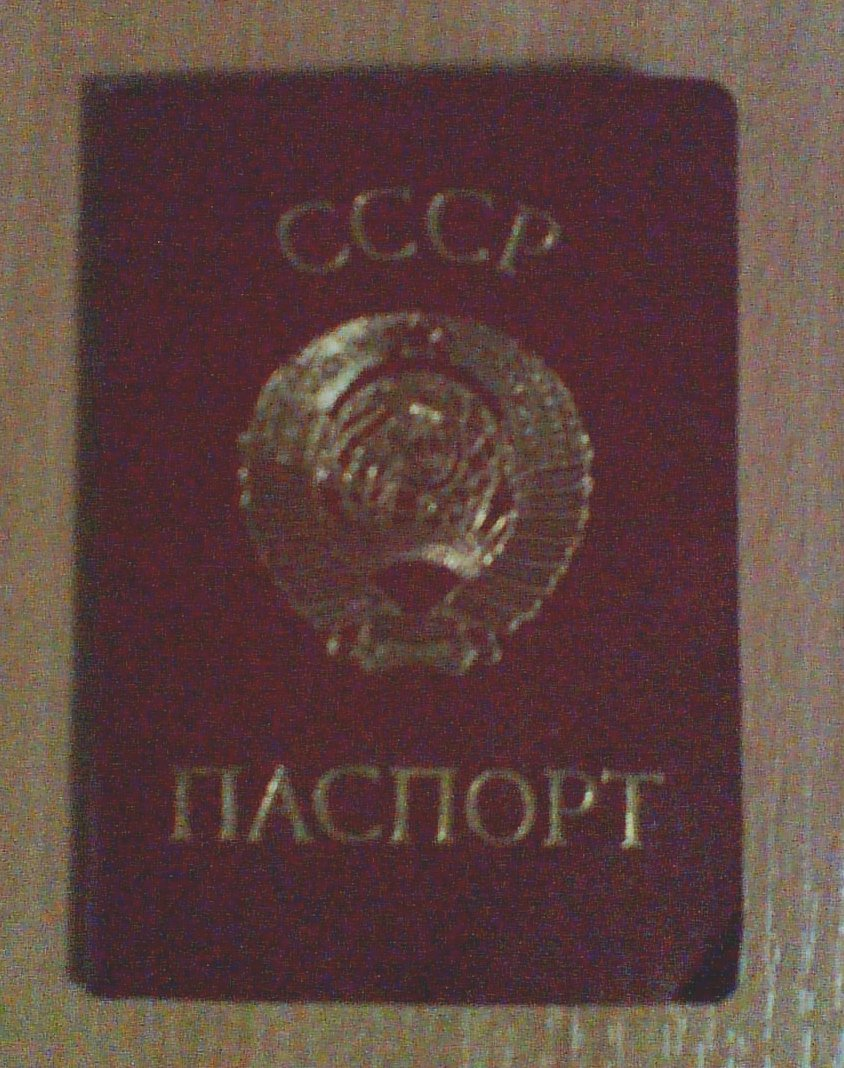
Обложка паспорта СССР
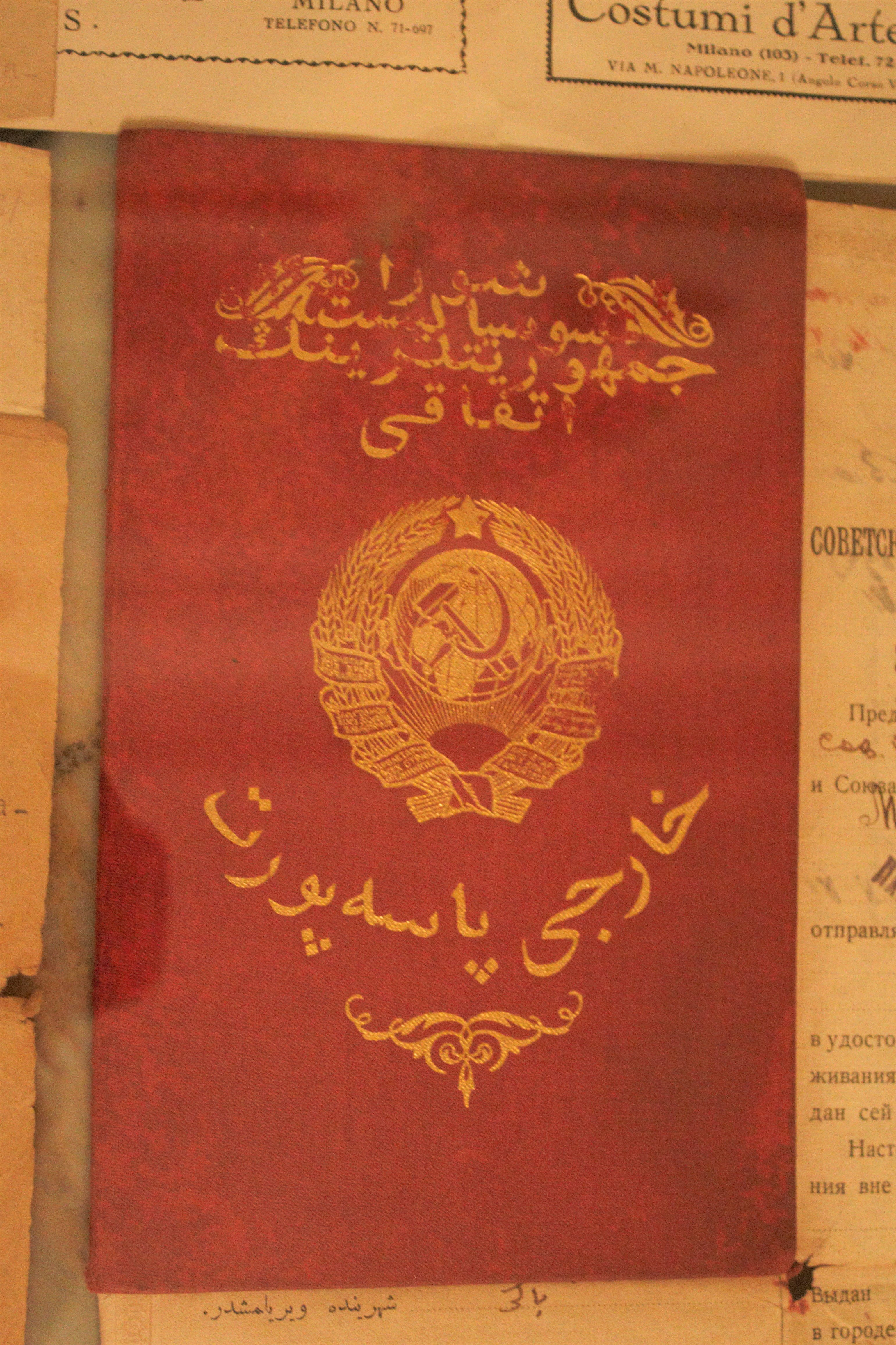
Заграничный паспорт Бюльбюля